# Phare de Cape Neddick
Le phare de Cape Neddick (en anglais : Cape Neddick Light) ou phare de Nubble est un phare actif situé à Cape Neddick, Maine une ville côtière du comté de York (État du Maine).
Il est inscrit au Registre national des lieux historiques depuis le 16 avril 1985.

## Histoire
La construction d'un phare sur Nubble, un îlot rocheux se situant à environ était en cours depuis 1837. En 1874, le Congrès affecta 15.000 dollars à la construction d’un phare au "Nubble" et en 1879, les travaux commencèrent. Le phare de Cape Neddick a été inauguré par l'United States Lighthouse Service et mis en service en 1879. Il est l’un des huit derniers phares du Maine à conserver sa lentille de Fresnel.
Le phare de Cape Neddick se trouve sur l’île Nubble, à environ 91 m de Cape Neddick Point. Il est communément appelé "Nubble Light" ou simplement "le Nubble". Le phare est inaccessible au grand public. Il se trouve en face de Sohier ParK, qui offre un télescope permettant de voir le phare et une boutique de souvenirs sur le thème du "Nubble Light" qui est une icône américaine célèbre et un exemple classique de phare. La sonde Voyager 1 a pris une photo de Nubble Light avec celle de la Grande Muraille de Chine et du Taj Mahal. Le phare et l'île sont présents dans le film Frontières oubliées (1949) avec Mel Ferrer.
Le phare a été transféré à la ville de York dans le cadre du Maine Lights Program en 1998. La ville maintient un centre d'accueil et une boutique de cadeaux au Sohier Park, sur le continent, en face du phare. Le centre d'accueil est ouvert tous les jours de mi-avril à mi-octobre. Chaque année, le phare est décoré pour Noël par la cérémonie d'allumage qui a lieu le samedi après Thanksgiving. L'association Friends of Nubble Light travaille à la préservation du phare.

## Description
Le phare  est une tour cylindrique en fonte, avec une galerie et une lanterne de 12,5 m de haut, attenante à une maison de gardien de deux étages en bois. La tour est peinte en blanc et la lanterne est noire. Son feu isophase émet, à une hauteur focale de 27 m, un éclat rouge de 3 secondes par période de 6 secondes. Sa portée est de 13 milles nautiques (environ 24 km).
Il est aussi équipé d'une corne de brume radiocommandée émettant un blast par période de 10 secondes.

## Caractéristiques dufeu maritime
Fréquence : 6 secondes (R)
- Lumière : 3 secondes
- Obscurité : 3 secondes

Identifiant : ARLHS : USA-130 ; USCG : 1-0125 - Amirauté : J0226 .

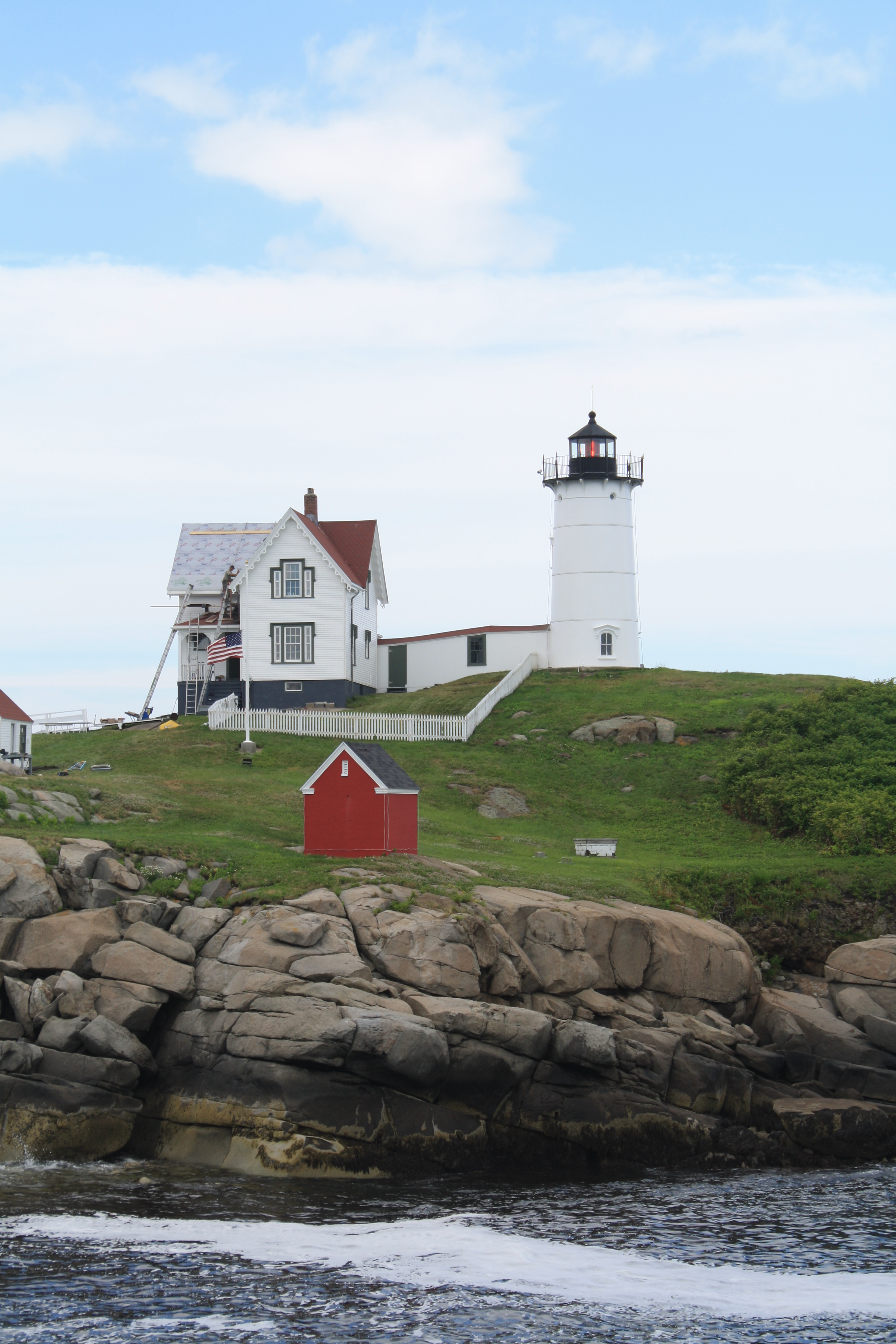
Vue du phare à partir du continent

### Lien connexe
- Liste des phares du Maine